# Lithocarpus falconeri
Lithocarpus falconeri là một loài thực vật có hoa trong họ Cử. Loài này được (Kurz) Rehder mô tả khoa học đầu tiên năm 1929.